# 田万広文
田万 広文（廣文、たまん ひろふみ、1906年（明治39年）5月17日 – 1986年（昭和61年）5月9日）は、昭和期の弁護士、政治家。衆議院議員。

## 経歴
香川県仲多度郡、のちの善通寺市中通で生まれる。1930年（昭和5年）京都帝国大学法学部を卒業。
1930年、高等試験司法科試験に合格し、有馬忠三郎事務所で研修した。1932年（昭和7年）丸亀市で法律事務所を開業した。高松弁護士会副会長、全日本農民組合香川県支部連合会顧問、日本弁護士連合会司法制度調査委員などを務めた。
1946年（昭和21年）4月の第22回衆議院議員総選挙に香川全県区から日本社会党公認で出馬して初当選。1947年（昭和22年）4月の第23回総選挙に香川県第2区から出馬して落選。1949年（昭和24年）1月の第24回総選挙で再選され、第25回総選挙でも当選。1953年（昭和28年）4月の第26回総選挙では落選。1955年（昭和30年）2月の第27回総選挙で再選され、次の第28回総選挙でも当選し、衆議院議員に通算5期在任した。この間、国有財産小委員長、裁判官訴追委員会委員、裁判官弾劾裁判所裁判員、社会党中央執行役員、同四国総合開発促進特別委員長、同政策審議会法務部長などを務めた。1960年（昭和35年）1月、民主社会党（民社党）結党に加わり、民主社会クラブ院内幹事、民主社会党財務副委員長などを務めた。その後、第29回総選挙に立候補したが落選した。
また、民社党香川県連顧問に就任し、財田川事件の弁護人の一人となった。

## 脚註
1. 1 2 3 4 5 6 7 8 9 10  『香川県人物・人名事典』150頁。
2. 1 2 3 4 5 6 7 8  『新訂 政治家人名事典 明治～昭和』387頁。
3. 1 2 3 4 5 6 7 8  『議会制度百年史 - 衆議院議員名鑑』366頁。
4. ↑  『衆議院議員総選挙一覧 第22回』1483頁。
5. ↑  『衆議院議員総選挙一覧 第23回』499頁。
6. 1 2  『国政選挙総覧 1947-2016』332頁。
7. 1 2 3 4  『国政選挙総覧 1947-2016』333頁。